# Dogs of War (альбом)
Dogs of War (в переводе с англ. — «Псы войны») — двенадцатый студийный альбом английской хеви-метал-группы Saxon, выпущенный 14 августа 1995 года. На заглавную песню был снят видеоклип.

## Об альбоме
Dogs of War стал последним, записанным с гитаристом и одним из основателей Saxon Грейемом Оливером, который сразу после окончания записи был уволен в связи с попыткой продажи записи концерта группы 1980 года в Доннингтоне без согласия остальных участников.
В 2006 году лейбл SPV/Steamhammer Records переиздал альбом на CD, дополнив концертными версиями песен «The Great White Buffalo» и «Denim and Leather», записанными в 1995 году.

## Список композиций
Все тексты написаны Байфорд/Глоклер, вся музыка написана Saxon.
| №   | Название                         | Длительность |
| --- | -------------------------------- | ------------ |
| 1.  | «Dogs of War»                    | 4:36         |
| 2.  | «Burning Wheels»                 | 4:10         |
| 3.  | «Don't Worry»                    | 5:17         |
| 4.  | «Big Twin Rolling (Coming Home)» | 5:23         |
| 5.  | «Hold On»                        | 4:31         |
| 6.  | «The Great White Buffalo»        | 5:52         |
| 7.  | «Demolition Alley»               | 6:09         |
| 8.  | «Walking Through Tokyo»          | 5:50         |
| 9.  | «Give It All Away»               | 4:03         |
| 10. | «Yesterday's Gone»               | 3:43         |

| №   | Название                               | Длительность |
| --- | -------------------------------------- | ------------ |
| 11. | «The Great White Buffalo» (live, 1995) | 6:16         |
| 12. | «Denim and Leather» (live, 1995)       | 6:10         |

## Участники записи
- Бифф Байфорд — вокал
- Грейем Оливер — гитара
- Пол Квинн — гитара
- Ниббс Картер — бас-гитара
- Найджел Глоклер — ударные

Производство
- Райнер Хансель — продюсер
- Калле Трапп — звукорежиссёр
- Джон Мак Лейн — звукорежиссёр
- Пол Рэймонд Грегори[англ.] — обложка